# Duinviltkop
De duinviltkop (Mallocybe heimii) is een paddenstoel uit de familie Inocybaceae. Hij komt voor in de grijze duinen bij kruipwilg. Hij vormt ectomycorrhiza. Het is een vrij forse paddenstoel (hoeddiameter > 4 cm).

## Kenmerken

### Uiterlijke kenmerken
Hoed
De hoed heeft een diameter tot 100 mm en volgens Kibby van 20 tot 70 mm. De vorm is rond, maar wordt snel plat met een ingerolde rand. Het oppervlak is pluizig-wollig en breekt soms in schubjes open. In het centrum bevinden zich ook schubjes. De kleur is geel-bruin tot licht olijfkleurig. Het velum op de hoed is wittig/zilverachtig.
Lamellen
De lamellen zijn geelbruin, later meer roestbruin met een witte, gewimperde snede. De lamellen zijn adnata-sinuate aan de steel gehecht.
Steel
De steel heeft een lengte van 20 tot 60 mm en 5 tot 12 mm. Hij is stevig en heeft een lichtere kleur dan de hoed., maar sommige bronnen noemen een gelijk kleur als de hoed (Kibby & Funga Nordica). Hij heeft een vezelig oppervlak en is voorzien van een min of meer duidelijke, wollige ringzone.
Geur
De geur is spermatisch, fruitig, zoet, aromatisch, geraniumachtig zijn, maar er komen ook reukloze soorten voor. Kibby noemt als geur zweet tot aards.
Sporenprint
De sporenprint is warmbruin.

### Microscopische kenmerken
De cilindrisch-boonvormige sporen meten 8-12 (-15) × 4,0-6,0 (-6,5) μm met een Q-getal van > 2. Met dit Q-getal onderscheidt hij zich van de gewone viltkop de een Q-getal van < 2 heeft. De cheilocystidia zijn dunwandig, zonder kristallen, spoelvormig-knotsvormig, 1-2 septaat met gespen en meten 35-50 × 10-15 µm. Ze zijn kort en daardoor meestal lastig te vinden. Er zijn geen pleurocystidia aanwezig (net als alle soorten uit het genus).

## Verspreiding
De duinviltkop komt met name voor in Europa. In Nederland komt hij zeer zeldzaam voor.